# Масалі
Масалі́ (рос. Масали) — село у складі Упоровського району Тюменської області, Росія.
Населення — 928 осіб (2010, 940 у 2002).
Національний склад станом на 2002 рік:
- росіяни — 87 %